# اس‌ام یو-۱۶۴
اس‌ام یو-۱۶۴ (به انگلیسی: SM U-164) یک زیردریایی بود که طول آن ۷۰٫۶۰ متر (۲۳۱٫۶ فوت) بود. این زیردریایی در سال ۱۹۱۷ ساخته شد.